# Coppa di Nigeria 2025
La Coppa di Nigeria 2025 è stata la 77ª edizione della coppa nazionale nigeriana di calcio, iniziata il 5 marzo 2025 e terminata con la finale del 28 giugno 2025. La squadra campione in carica era l'El-Kanemi Warriors, che ha vinto la sua prima coppa nazionale nell'edizione 2024.
Il trofeo è stato vinto dal Kwara Utd, al suo primo successo nella competizione.

## Calendario
Il programma del torneo è il seguente.
| Turno              | Incontri         |
| ------------------ | ---------------- |
| Play-off nazionale | 5 marzo 2025     |
| Primo turno        | 18-20 marzo 2025 |
| Secondo turno      | 2-3 aprile 2025  |
| Ottavi di finale   | 16 aprile 2025   |
| Quarti di finale   | 3 maggio 2025    |
| Semifinali         | 21 maggio 2025   |
| Finale             | 28 giugno 2025   |

## Incontri

### Play-off nazionale
| Squadra 1          | Risultato       | Squadra 2         |
| ------------------ | --------------- | ----------------- |
| 5 marzo 2025       |                 |                   |
| Ahudiyannem        | 2 – 1           | OISA FC           |
| Eagle Eye FA       | 0 – 1           | E-World FC        |
| De Sapele Lions    | 1 – 1 (3-5 dtr) | Assemblies of God |
| El-Shama           | 3 – 0           | Velvot            |
| Technobat          | 1 – 2           | Flight FC         |
| Gujuba Academy     | 1 – 2           | CP Strikers       |
| Kogi Central       | 2 – 4           | Harmnoy FA        |
| Sunshine Stars U19 | 3 – 0           | COPDEM            |
| Simon Ben FA       | 2 – 0           | Zamfara Utd       |
| Discovery Talent   | 2 – 1           | Sokoto North      |

### Primo turno
Il sorteggio per il primo turno si è tenuto il 12 marzo 2025.
| Squadra 1          | Risultato       | Squadra 2          |
| ------------------ | --------------- | ------------------ |
| 18 marzo 2025      |                 |                    |
| Enugu Rangers      | 1 – 0           | Kano Pillars       |
| Solution FC        | 2 – 0           | Eagles Stars FC    |
| Gombe Utd          | 3 – 0           | Assemblies of God  |
| 19 marzo 2025      |                 |                    |
| Shooting Stars     | 3 – 0           | Zamfara Utd        |
| Sunshine Stars     | 2 – 0           | FC Bako            |
| Lobi Stars         | 2 – 0           | Discovery Talent   |
| Wikki Tourists     | 1 – 0           | Edel               |
| Enyimba            | 5 – 0           | El-Shama           |
| Bayelsa United     | –               | EFCC FC            |
| Warri Wolves       | 2 – 0           | Wilbros            |
| Heartland          | 2 – 0           | CP Strikers        |
| Osun United        | 2 – 1           | FWC FC             |
| Plateau Utd        | 2 – 1           | Ahudiyannem        |
| Sokoto United      | 0 – 1           | Junior Danburan    |
| Kwara Utd          | 2 – 0           | Cynosure           |
| Basira FC          | 5 – 0           | Atlantic FA        |
| Calabar Rovers     | 4 – 1           | Igbajo             |
| Ikorodu City       | 1 – 1 (4-3 dtr) | Sunshine Stars U19 |
| Crown              | 7 – 1           | NOSMAS FC          |
| Beyond Limits      | 4 – 1           | Crusaders FC       |
| Rivers Utd         | 2 – 1           | Barau              |
| El-Kanemi Warriors | 3 – 2           | Simon Ben FA       |
| Katsina Utd        | 1 – 0           | Green Berets       |
| Nasarawa United    | 2 – 0           | Flight FC          |
| Adamawa United     | 1 – 1 (4-3 dtr) | Warinje            |
| Bendel Insurance   | 5 – 0           | Dandidi Babes      |
| ABS                | 1 – 2           | E-World            |
| Akwa Utd           | 2 – 1           | Kebbi United       |
| Inter Lagos        | 5 – 0           | Harmony FA         |
| 20 marzo 2025      |                 |                    |
| Ijele              | 8 – 1           | Lautai United      |
| Yobe Desert Stars  | 1 – 2           | Abakaliki          |
| Mighty Jets        | 0 – 0 (5-4 dtr) | Imperial FC        |

### Secondo turno
| Squadra 1          | Risultato       | Squadra 2       |
| ------------------ | --------------- | --------------- |
| 2 aprile 2025      |                 |                 |
| Kwara Utd          | 1 – 0           | Gombe Utd       |
| Nasarawa United    | 5 – 0           | Ijele           |
| Wikki Tourists     | 1 – 0           | Calabar Rovers  |
| Mighty Jets        | 0 – 2           | Akwa Utd        |
| Osun United        | 1 – 1 (4-2 dtr) | E-World FC      |
| Beyond Limits      | 2 – 1           | Rivers Utd      |
| Abakaliki          | 0 – 0 (3-2 dtr) | Katsina Utd     |
| Bayelsa United     | 2 – 0           | Basira          |
| Bendel Insurance   | 3 – 0           | Adamawa United  |
| El-Kanemi Warriors | 0 – 1           | Enyimba         |
| Heartland          | 1 – 1 (dtr)     | Enugu Rangers   |
| Ikorodu City       | 3 – 1           | Crown           |
| Lobi Stars         | 1 – 2           | Solution FC     |
| Sunshine Stars     | 0 – 1           | Plateau Utd     |
| Warri Wolves       | –               | Shooting Stars  |
| 3 aprile 2025      |                 |                 |
| Inter Lagos        | –               | Junior Danburan |

### Ottavi di finale
| Squadra 1        | Risultato       | Squadra 2      |
| ---------------- | --------------- | -------------- |
| 16 aprile 2025   |                 |                |
| Nasarawa United  | 1 – 1 (5-3 dtr) | Bayelsa United |
| Solution FC      | 0 – 3           | Kwara Utd      |
| Plateau Utd      | 2 – 1           | Osun United    |
| Warri Wolves     | 1 – 1 (3-4 dtr) | Wikki Tourists |
| Ikorodu City     | 2 – 0           | Beyond Limits  |
| Akwa Utd         | 1 – 0           | Inter Lagos    |
| Bendel Insurance | 0 – 1           | Enugu Rangers  |
| Enyimba          | 0 – 2           | Abakaliki      |

### Quarti di finale
| Squadra 1      | Risultato       | Squadra 2       |
| -------------- | --------------- | --------------- |
| 3 maggio 2025  |                 |                 |
| Abakaliki      | 1 – 1 (5-4 dtr) | Nasarawa United |
| Akwa Utd       | 2 – 2 (4-5 dtr) | Kwara Utd       |
| Plateau Utd    | 0 – 1           | Enugu Rangers   |
| Wikki Tourists | 0 – 1           | Ikorodu City    |

### Semifinali
| Squadra 1     | Risultato       | Squadra 2     |
| ------------- | --------------- | ------------- |
| 3 maggio 2025 |                 |               |
| Abakaliki     | 0 – 0 (5-4 dtr) | Ikorodu City  |
| Kwara Utd     | 1 – 0           | Enugu Rangers |

### Finali
| Squadra 1      | Risultato       | Squadra 2 |
| -------------- | --------------- | --------- |
| 28 giugno 2025 |                 |           |
| Abakaliki      | 0 – 0 (3-4 dtr) | Kwara Utd |